# Mieders
Mieders este o localitate în districtul Innsbruck Land, landul Tirol, Austria. Populația sa este de 1.790 locuitori. Comuna este o stațiune de vară și de iarnă, aflându-se în apropierea zonei de schi Serlesbahnen. Mieders a fost fondat în anul 1100 și păstrează unele decorațiuni tipice acelor timpuri. Astăzi, este conectat printr-o liniei de autobuz de capitala landului, Innsbruck.

## Politică

### Primar
Ultimele alegeri locale au avut loc la dat de 26 februarie 2016. În primul tur, fostul primar Manfred Leitgeb a obținut 529 (47,87 %) de voturi, Daniel Stern 463 (41,90 %) voturi, iar Walter Jenewein doar 113 (10,23 %) de voturi. Astfel s-a ajuns în cel de-al doilea tur de scrutin, unde candidatul Mit'nand für inser Dorf, Daniel Stern, a câștigat cu 53,59 % din voturi.

### Consiliul
- Unabhängige Liste aller Gemeindebürger von Mieders: 5
- Mit'nand für inser Dorf: 4
- Frischer Wind für Mieders: 2
- Zukunftsliste Mieders: 2

## Legături externe
- Site oficial al orașului